# Ульгілі (Сауранський район)
Ульгілі́ (каз. Үлгілі) — село у складі Сауранського району Туркестанської області Казахстану. Входить до складу Бабайкурганського сільського округ.
Населення — 646 осіб (2021; 619 у 2009, 725 у 1999, 627 у 1989).